# Спри или мама ще стреля
„Спри или мама ще стреля“ (на английски: Stop! Or My Mom Will Shoot) е щатска екшън комедия от 1992 година на режисьора Роджър Спотисууд, по сценарий на Блейк Снайдър, Уилям Осбърн и Уилям Дейвис, в главните роли участват Силвестър Сталоун и Естел Гети. Филмът излиза на екран от 21 февруари 1992 г.
През 2006 г. Сталоун заяви, че това е най-лошият филм, в който някога е участвал, и че съжалява, че го е направил.

## В България
През 2002 г. Канал 1 излъчва филма с български дублаж за телевизията. Екипът се състои от:
| Преводач            | Кристин Балчева                                                                         |
| Редактор            | Петя Игнатова                                                                           |
| Тонрежисьор         | Трендафилка Немска                                                                      |
| Режисьор на дублажа | Димитър Караджов                                                                        |
| Озвучаващи артисти  | Венета Зюмбюлева Ани Петрова Красимира Кузманова Васил Бинев Ивайло Велчев Пламен Захов |

През октомври 2019 г. филмът е излъчен и по bTV Comedy. Екипът се състои от:
| Превод              | Невена Генчева                                                                               |
| Тонрежисьор         | Емил Енев                                                                                    |
| Режисьор на дублажа | Михаела Минева                                                                               |
| Озвучаващи артисти  | Елисавета Господинова Яница Митева Георги Георгиев – Гого Николай Николов Станислав Димитров |